# Hoření Střípek
Hoření Střípek je rybník o rozloze vodní plochy 2,91 ha nalézající se asi 0,4 km jihozápadně od centra vesnice Býčina v okrese Mladá Boleslav. Rybník se nalézá pod silnicí II. třídy č. 276 spojující městečko Bakov nad Jizerou s městečkem Kněžmost. Rybník je spolu s dalšími rybníky (Stržský rybník, Dolení Střípek a Býčinský rybník) součástí lokální rybniční soustavy vybudované na toku Býčinského potoka. 
Rybník je nyní využíván pro chov ryb a je součástí lokálního biokoridoru Býčinské rybníky. 

## Galerie

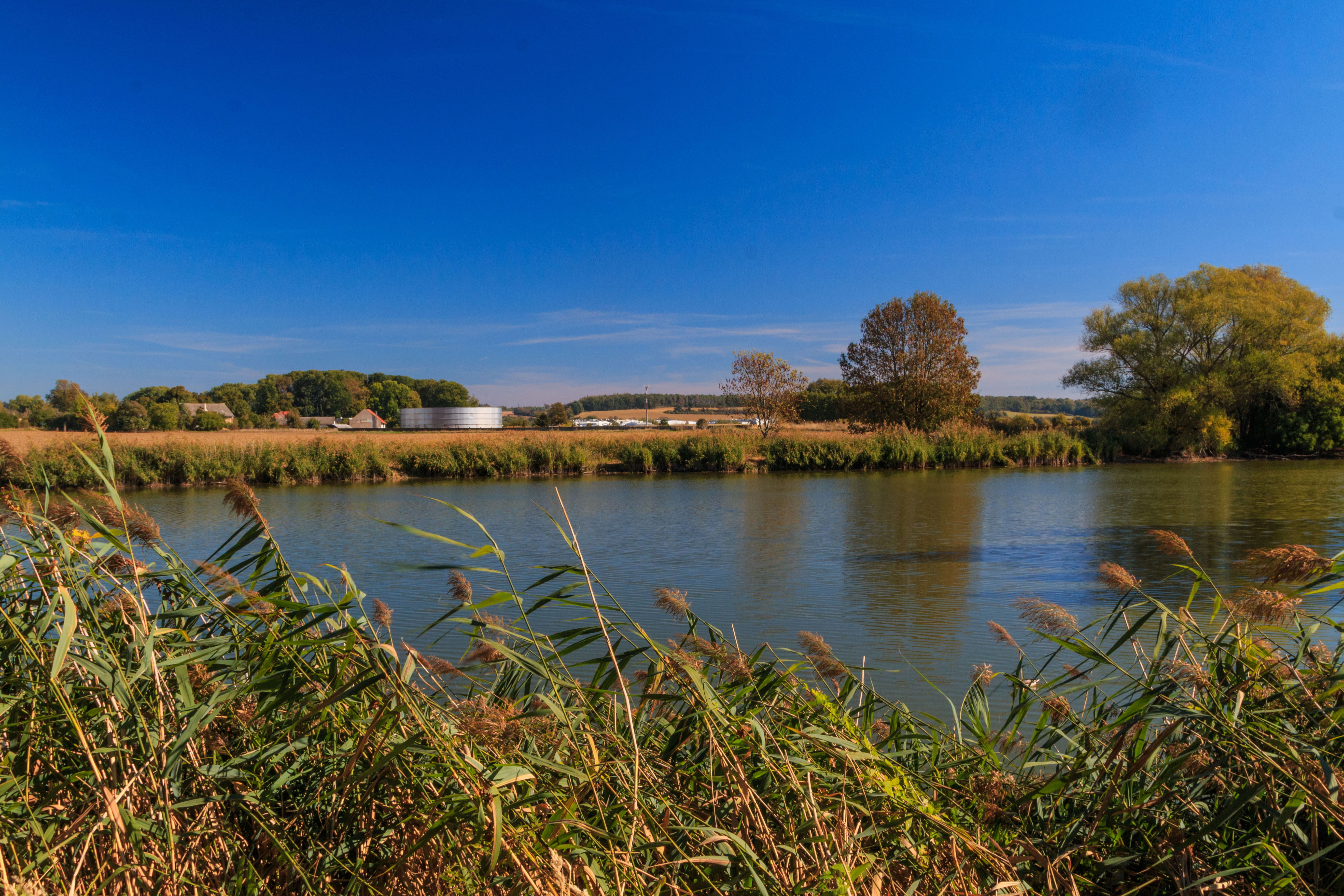
pohled na rybník Hoření Střípek
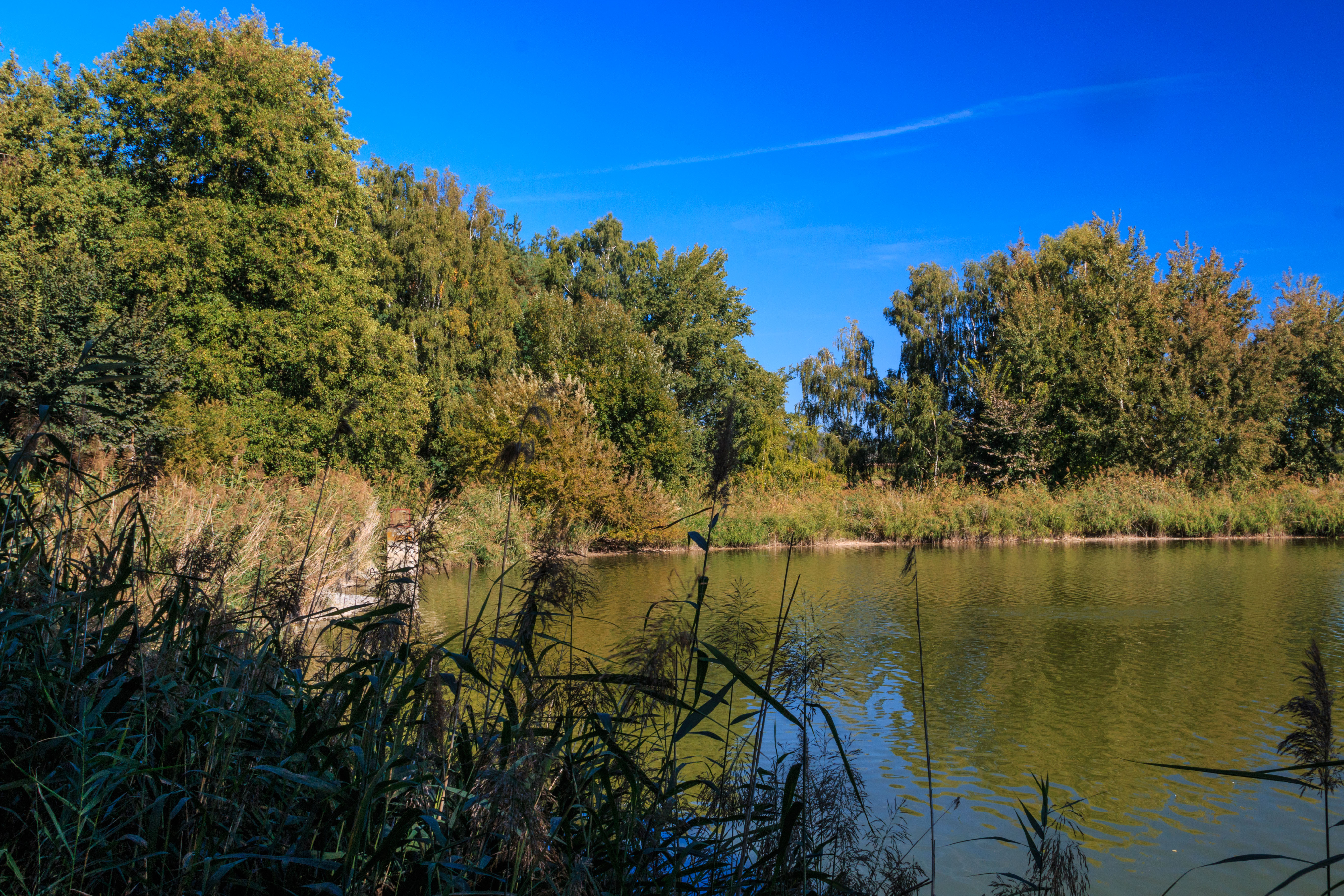
pohled na rybník Hoření Střípek
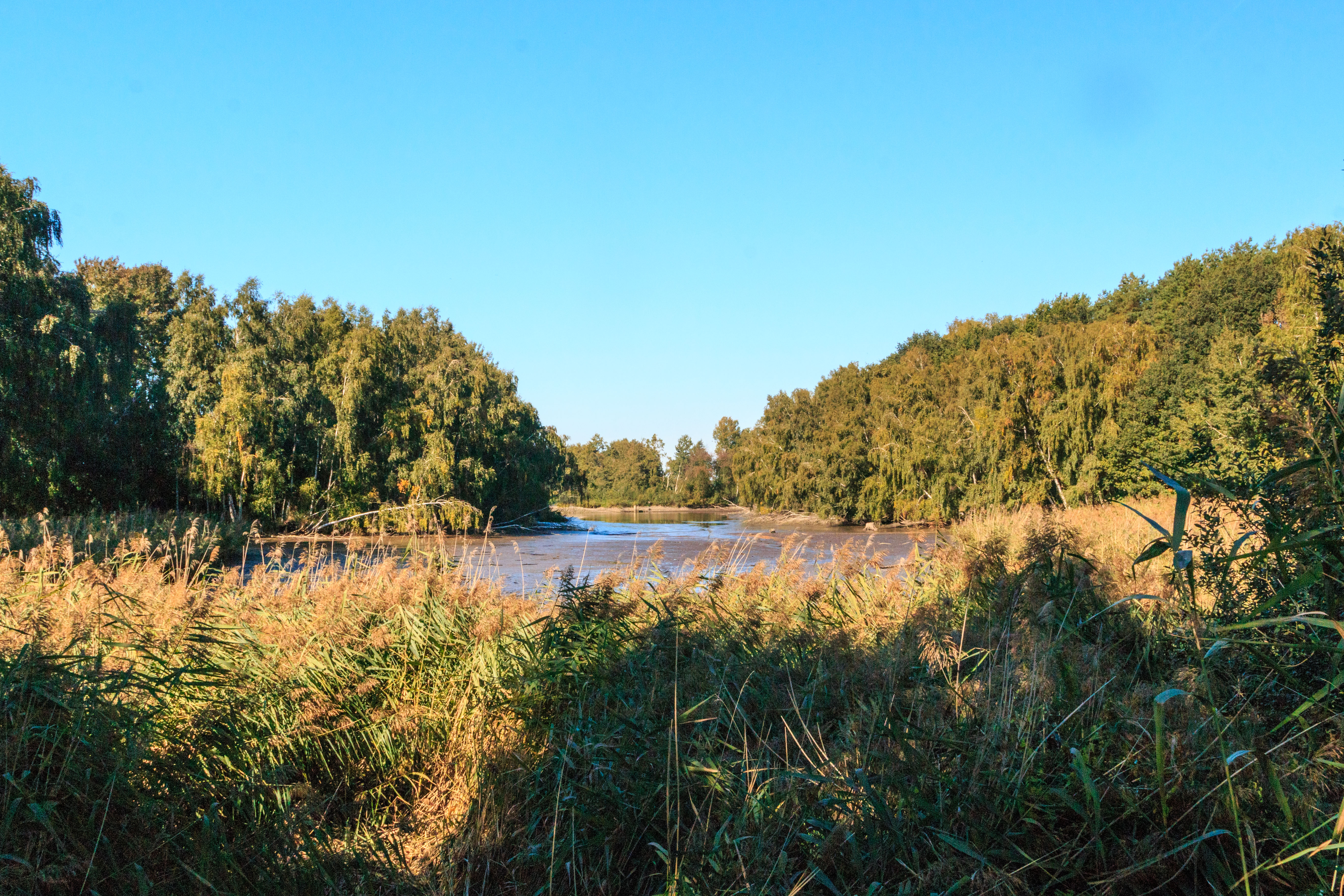
pohled na rybník Hoření Střípek
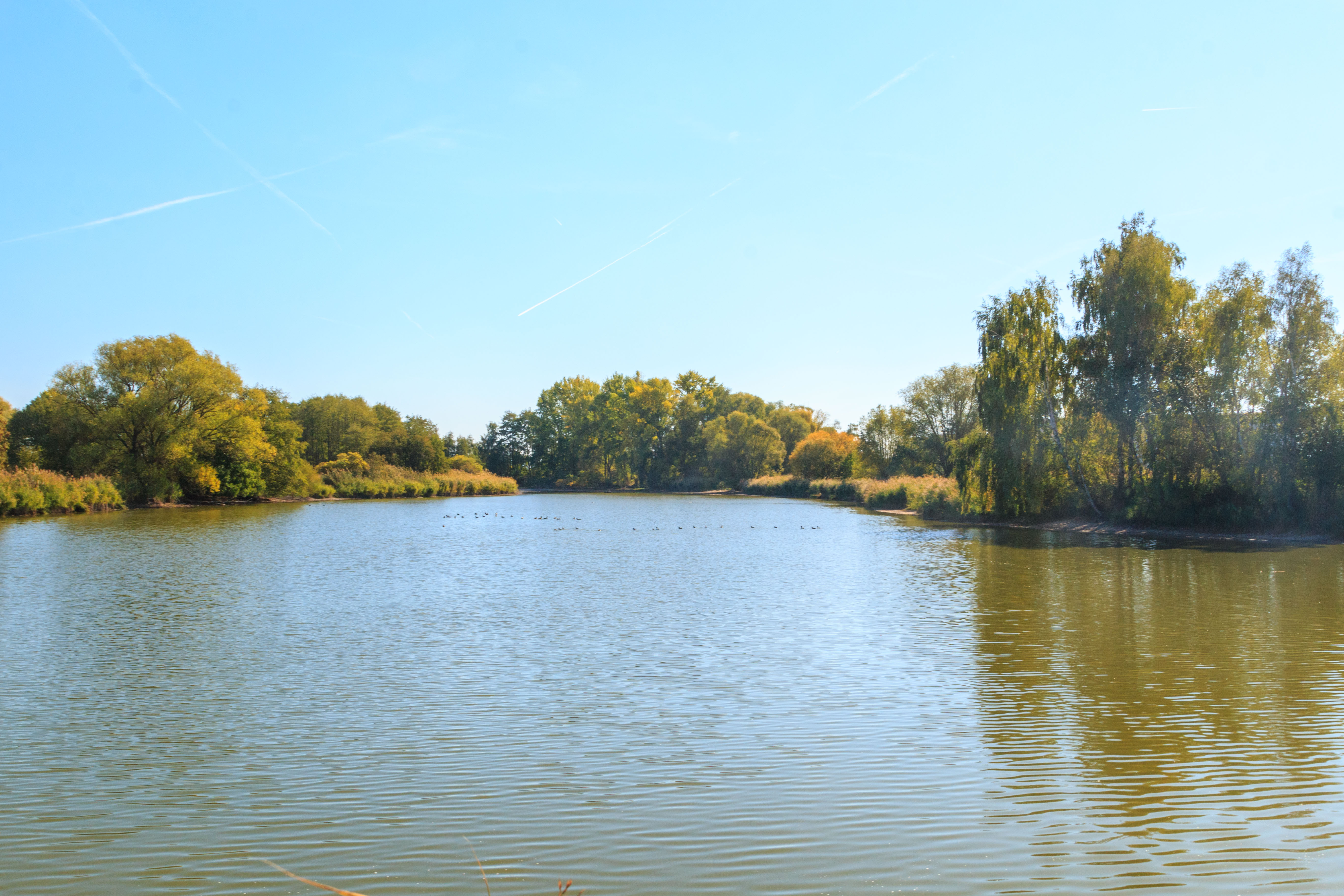
pohled na rybník Hoření Střípek